# North Side Main Line
La North Side Main Line est un tronçon à quatre voies du métro de Chicago situé au nord du Loop et utilisé par les lignes brune, mauve et  rouge.
Elle commence sur Wells Street à la sortie du Loop en enjambant la rivière Chicago et se termine à hauteur de Wilson avenue où commence la Howard Branch. La Ravenswood Branch utilisée par la ligne brune y est connectée au nord de la station  Belmont.
Le State Street Subway utilisé par la ligne rouge y est également reliée à hauteur de Fullerton.

## Historique
Les travaux y ont débuté sous l’égide de la Northwestern Elevated en 1894 et ils auraient dû se terminer en 1895 mais à la suite de nombreux retards sur les prévisions et aux difficultés financières rencontrées par la Northwestern Elevated, elle ne fut finalement ouverte qu’en fin décembre 1899 sous une forme incomplète puisqu’une seule voie de circulation fut posée.
Ce n’est que le 31 mai 1900, que le service régulier entre le Loop et la station Wilson a débuté. Toutes les stations étaient construites selon le même modèle dessiné par William Gibb et entièrement construites en brique et en terre cuite avec des moulures au design néo-classique d'influence italienne. À l’époque, la ligne était composée de quatre voies sur l’ensemble de son tracé sauf au sud de la station Chicago ou seules deux voies donnaient accès au Loop. Cette desserte unique à Chicago permettait une utilisation express du réseau sur les deux voies centrales. Toutes les stations étaient séparées à égale distance de 1 600 mètres mais le service express ne desservait que les stations Wilson, Sheridan, Belmont, Fullerton, Halsted, Sedgwick, Chicago et Kinzie qui étaient composées de deux quais au milieu de voies  intérieures et extérieurs tandis que les autres stations étaient composées de deux quais sur les voies extérieures.
En 1903, la ville de Chicago accorda une franchise à la Northwestern Elevated pour exploiter une nouvelle ligne vers Kimball à partir de Belmont ; la Ravenswood Branch ouverte en 1907 et qui est aujourd’hui toujours en service sur la ligne brune.
En 1908, une nouvelle ligne fut ouverte après la station Wilson ; la Howard Branch vers les quartiers nord et Evanston. Bien qu’elle fût mise en service, cette ligne était au départ indépendante de la North Side Main Line puisqu’elle desservait le rez-de-chaussée de Wilson en continuant sur des voies au niveau du sol tandis que la North Side Main Line était déjà utilisée sur un viaduc.
17 juillet 1908, la ville de Chicago approuve la demande de la Northwestern Elevated pour la construction d'un terminal de à Wells Street afin de permettre à ses rames de faire demi-tour avant le Loop en heure de pointe et ainsi éviter l’engorgement de ce dernier. Le nouveau terminal fut inauguré le 17 novembre 1908.
Après la réunion d’unification des quatre compagnies sous le nom de Chicago Elevated Railway, en 1911 un service dit Crosstown fut mis en place, La North Side Main Line fut reliée à la South Side Main Line et les rames en provenance de Wilson furent acheminées vers la Englewood Branch et celles de Kimball vers la Kenwood Branch.
En 1921, les travaux débutés en 1914 afin de surélever la Howard Branch sur un viaduc se terminent les rames ne font plus demi-tour à Wilson et continuent jusque Howard et Linden.
La même année, le pont de Wells Street est reconstruit. La structure actuelle du pont à bascule remplace l’ancienne voirie avec le pont tournant. Le vieux pont a été mis hors service le vendredi 2 décembre 1921 tandis que le nouveau pont, monté en atelier, fut inauguré le lundi suivant.
En 1930 s’ouvre l’imposant bâtiment du Merchandise Mart. L'ancienne station Kinzie Street fermée dix ans plus tôt rouvre sous le même nom que le bâtiment le 1er décembre 1930.
Avec l'ouverture du State Street Subway, le 17 octobre 1943 la congestion du Loop et de la North Side Main Line put enfin être soulagée, les rames en provenance de Kimball furent déroutés par le State Street Subway en direction de la Englewood Branch.
Le 1er août 1949, la Ravenswood Line fut créée reliant à nouveau Kimball au Loop tandis que le service venant de Howard fut connecté au State Street Subway.
Depuis l’ouverture du métro souterrain, la pleine capacité de la North Side Main Line n’était plus exploitée et il fut décidé en 1954 de ne plus utiliser les voies 1 et 4 de Armitage à Chicago, deux voies de circulation pour les rames étant suffisantes.

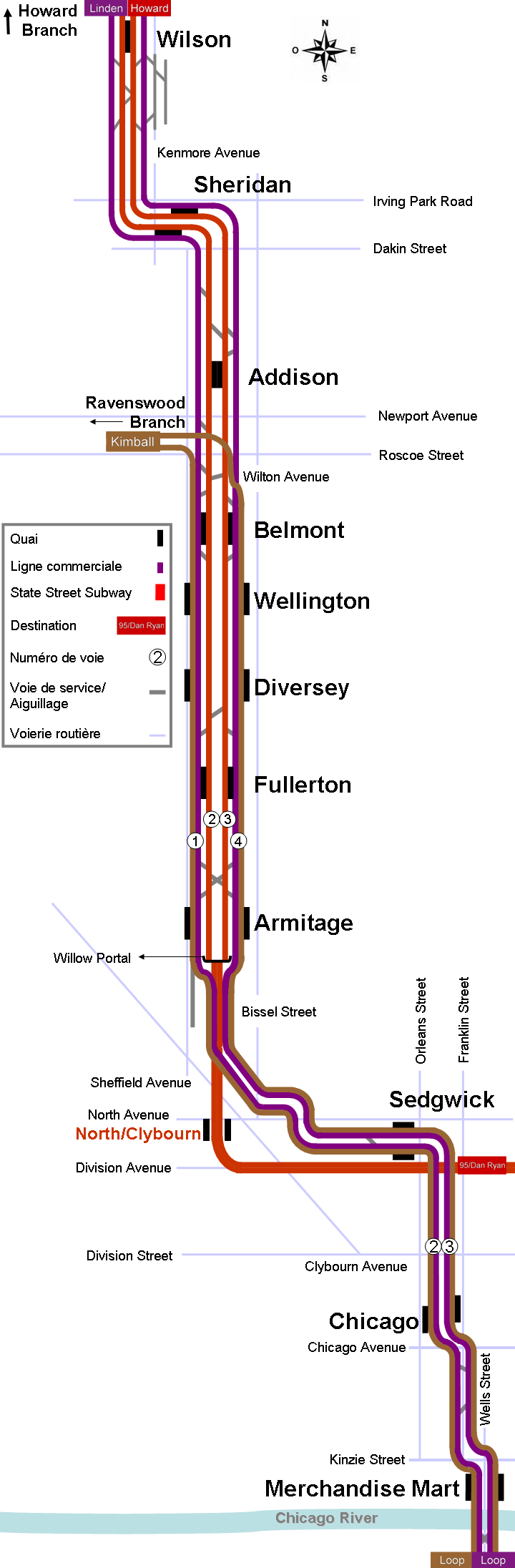
plan des voies de la North Side Main Line

Dans les années 1960, une lente une érosion du nombre de passagers frappe les stations de la North Side Main Line entrainant la diminution des heures de présence d’un agent de contrôle aux heures creuses ainsi que le dimanche. Le service de nuit fut également fortement limité puisque le passage de rames n’était plus assuré qu’une seule fois toutes les 45 minutes.
Dans les années 1970 et 1980, les stations de la North Side Main Line subirent de plein fouet les réductions de coût de la Chicago Transit Authority supprimant le nombre d’arrêts pour le limiter aux stations connues aujourd’hui. Même Sedgwick, très fréquentée aujourd’hui fut fermée l’espace de six mois le temps que la Chicago Transit Authority, sous l’insistance des riverains, ne revienne sur sa décision.
C’est aussi durant cette période que les voies 1 et 4 furent définitivement abandonnées et ce même pour le stockage des rames. Seules quelques bribes de ces voies subsistent aujourd’hui à proximité du Willow Portal.
Le 21 février 1993, la Chicago Transit Authority attribue des couleurs à chacune de ses lignes, la ligne Ravenswood est officiellement rebaptisée ligne brune tandis que les voies express en provenance de Linden reçoivent la couleur mauve et sont prolongées en heure de pointe uniquement vers le Loop. La voirie centrale reste connectée au State Street Subway mais se voit attribuer dorénavant la desserte de la Dan Ryan Branch au lieu de la Englewood Branch au sud.
En 1994, les deux voies extérieures dans un piètre état furent détruites de Armitage à Chicago. Les travaux ont débuté le 10 novembre 1994 et furent terminés en février 1995.
Fin des années 1990, avec l’augmentation de la population dans les quartiers du nord de la ville, la fréquentation des stations de la North Side Main Line étaient en forte hausse ce qui incita la Chicago Transit Authority à intensifier son offre et à rénover la Ravenswood Branch tout comme la North Side Main Line.
Le 13 avril 2004, la Chicago Transit Authority a annoncé qu'elle avait officiellement reçu un financement complet de la Federal Transit Administration.
En 2007, des travaux importants eurent lieu sur la majeure partie des stations hormis Merchandise Mart (reconfigurée en 1980) afin de les rendre accessible aux personnes à mobilité réduite et d’augmenter la longueur des rames à huit wagons au lieu de six précédemment.
Le projet a été mené en plusieurs morceaux distincts afin d’attirer des offres de construction plus concurrentielles et de ne pas devoir stopper complètement le service durant les travaux prévu pour trois ans.
Les travaux se sont terminés le 31 décembre 2009 avec l’achèvement de Belmont et de Fullerton,.